# Krzyż Franciszka Józefa
Krzyż Franciszka Józefa (niem. Franz Joseph-Kreuz, węg. Ferenc József-kereszt) – odznaczenie austro-węgierskie nadawane w latach 1917–1918.

## Historia
Krzyż ten, nazwany także według swej dewizy Krzyżem "militantibus a latere meo" (walczącym u mego boku), był niezwykle rzadkim i ekskluzywnym odznaczeniem. Został zaprojektowany w roku 1916 jeszcze za życia cesarza Franciszka Józefa, który zdążył zatwierdzić listę przedstawionych do odznaczenia. Po śmierci cesarza projekt zrealizował jego następca Karol I i odznaczył krzyżem 25 osób znajdujących się na liście poprzednika. Order otrzymały wyłącznie osoby zatrudnione w Kancelarii Wojskowej w Wiedniu, wojskowi i cywile ściśle współpracujący z monarchą, na ich czele sam nowy cesarz, którego Franciszek Józef umieścił na pierwszym miejscu swej listy.

## Opis odznaki
Oznaka to krzyż maltański bez kulek na szpicach ramion, wykonany w poczernionym żelazie z wąskimi srebrnymi bordiurami na brzegach ramion, z wieńcem laurowym między ramionami. W medalionie środkowym awersu widnieją splecione inicjały założyciela "FJ I", otoczone srebrnym pierścieniem z dewizą "MILITANTIBUS A LATERE MEO" oraz datami MCMXIV-MCMXVI. Rewers oznaki był gładki. Krzyż ten nie posiadał wstążki – noszony był na agrafie na prawej piersi.